# Austrolimnophila agathicola
Austrolimnophila agathicola är en tvåvingeart som beskrevs av Alexander 1952. Austrolimnophila agathicola ingår i släktet Austrolimnophila och familjen småharkrankar. Inga underarter finns listade i Catalogue of Life.